# Ein Feldlager in Schlesien
 (juillet 2022).
Représentations notables
- 17 octobre 1894, dernière représentation de l’œuvre à Berlin au XIXe siècle
- 18 avril 1984, unique représentation de l’œuvre (en version de concert) donnée au XXe siècle

Personnages
- Saldorf, capitaine à la retraite de l’armée (basse)
- Therese, sa nièce (soprano)
- Vielka, jeune bohémienne élevée par Saldorf (soprano)
- Conrad, jeune homme élevé par Saldorf (ténor)
- Tronk, commandant d’une troupe de cavaliers hongrois (basse)
- Un hussard de l’armée commandée par le général Zieten (basse)
- Un grenadier (basse)
- Un artilleur (ténor)
- Steffen,  un vieux fermier (ténor)

Airs
Wunderbare Gestalten umschweben mich : mélodrame et romance de Vielka au premier acte

Marche militaire au deuxième acte

Weicht still zurück ! In Obhut höhrer Macht steht dieses Haus ! : vision de Vielka au troisième acte

Ein Feldlager in Schlesien (Le Camp de Silésie) est le douzième opéra de Giacomo Meyerbeer, et le seul qu’il ait composé pour le Théâtre royal de Berlin. Le livret est attribué à Ludwig Rellstab, même s’il s’est contenté de traduire un texte d’Eugène Scribe. La création eut lieu au Théâtre royal de Berlin le 7 décembre 1844, à l’occasion de l’inauguration de la nouvelle salle de l’opéra de Berlin, la précédente ayant été détruite par un incendie. Compte tenu de ces circonstances, l'ouvrage ne sera jamais représenté ailleurs qu'à Berlin; il sera néanmoins adapté pour la scène viennoise en 1847 sous le titre de Vielka et une partie de la musique sera réutilisée dans l’opéra-comique L’Étoile du Nord qui sera créé en 1854 à Paris.

## Sujet
L’opéra raconte comment le roi Frédéric le Grand a pu échapper à ses ennemis au cours de la première guerre de Silésie en 1741, grâce au courage et au dévouement de Saldorf, un capitaine de l’armée prussienne à la retraite, de sa nièce Thérèse, de son fils adoptif Conrad et d’une jeune bohémienne prénommée Vielka. Cette dernière a des dons de voyance et prédit, à la fin de l’œuvre, un destin glorieux au roi Frédéric et à ses successeurs.

## Argument
L’action de l’opéra se déroule en Silésie, près de la frontière hongroise, et au Palais de Sanssouci, en 1741.

### ActeI
Plusieurs chaumières, dont celle de Saldorf.

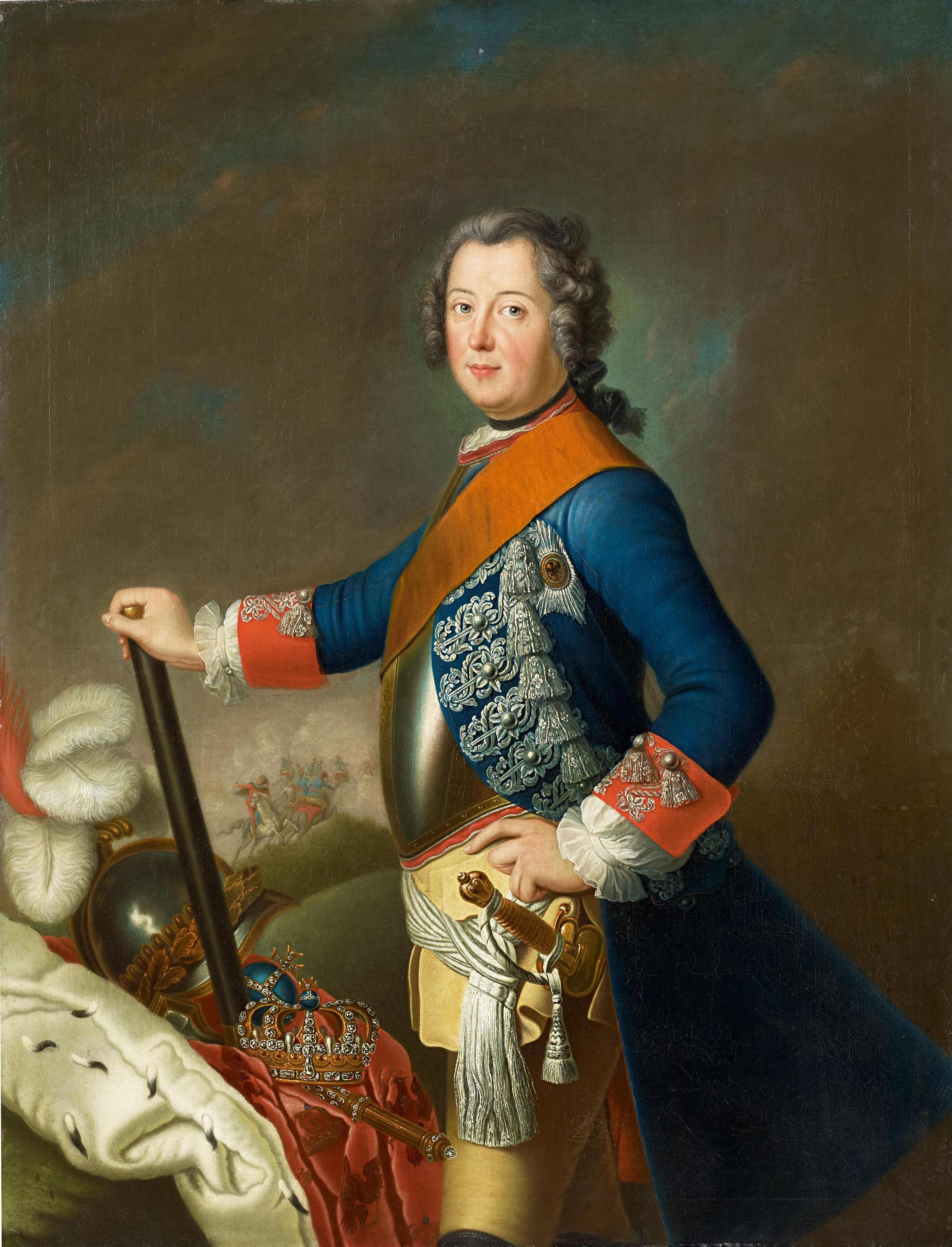
Frédéric II, dans les années 1740.

- No 1 : Introduction et chanson « Beim Schein der Abendröte » : Saldorf, un capitaine de l’armée prussienne à la retraite, prodigue ses derniers conseils à son fils adoptif Conrad. Celui-ci a décidé de parcourir le monde avec sa flute pour seul bien. Thérèse, la nièce de Saldorf, et un groupe de jeunes paysannes offrent au jeune homme un ruban en cadeau d’adieu. Vielka, une jeune bohémienne recueillie par Saldorf, est tombée amoureuse de Conrad et espère qu’il lui restera fidèle.
- No 2 : Mélodrame et romance « Sterbend legt’ sie aufs Haupt mir die Hand » : Après le départ de Conrad, Vielka prévient Saldorf et Thérèse qu’ils vont bientôt rencontrer leur souverain, Frédéric le Grand. Avant de mourir, la mère de la jeune bohémienne lui a en effet transféré son don de voyance.
- No 3 : Aria « Durch Feld und Au, in sanften Träumen » : Mais voici déjà Conrad qui revient accompagné d’un officier inconnu. Ce dernier, poursuivi par des cavaliers belliqueux, a demandé assistance et protection au jeune homme qui a décidé de le ramener chez son père adoptif. Saldorf invite l’officier dans sa chaumière.
- No 4 : Duo « Ach, in kleiner Hütte » : Restés seuls, Conrad et Vielka rêvent à leur vie commune future.
- No 5 : Récitatif et ensemble : L’officier révèle à Saldorf qu’il est en fait son souverain, Frédéric II, séparé de son régiment et poursuivi par des cavaliers hongrois. Saldorf demande alors l’aide de Thérèse et Vielka pour empêcher que le roi de Prusse ne soit capturé.
- No 6 : Scène et chœur des soldats « Heran ! herein ! » : À peine Saldorf est-il rentré dans sa chaumière que surgit un groupe de cavaliers hongrois qui exige du vin et de l’argent.
- No 7 : Récitatif et Ronde bohémienne « Es summt und schwirt und singt und klingt » : Alors que les soldats semblent vouloir défoncer les portes des chaumières, Vielka les prévient qu’ils sont sur le lieu sacré où est morte sa mère. Toute violence de leur part serait considérée comme sacrilège et les vouerait à une terrible malédiction. S’ils acceptent de se comporter pacifiquement, ils seront par contre accueillis par des chansons et des danses.
- No 8 : Finale : Entretemps, Conrad et Frédéric II ont échangé leurs vêtements. Pendant que le roi, déguisé en paysan, s’échappe au nez et à la barbe de ses poursuivants, Saldorf décide de faire croire aux soldats hongrois que Conrad est vraiment le roi, afin que Frédéric II puisse prendre le plus d’avance possible. Conrad, qui n’a pas été prévenu de cette ruse, ne comprend pas très bien pourquoi son père adoptif et sa fiancée le traitent comme s’il était Frédéric II ; il s’inquiète également de ce qui pourrait lui arriver s’il était capturé par les cavaliers hongrois. Malheureusement, des soldats qui montaient la garde ont repéré le vrai Frédéric II en train de s’échapper et le ramènent à la chaumière de Saldorf. Sommé par Tronk, le commandant hongrois, de prouver qu’il est bien flutiste comme il le prétend, le véritable Frédéric II interprète à la flute une mélodie virtuose. Il est immédiatement relâché, au grand soulagement de Saldorf, Thérèse et Vielka.

### ActeII
Un campement militaire prussien en Silésie.

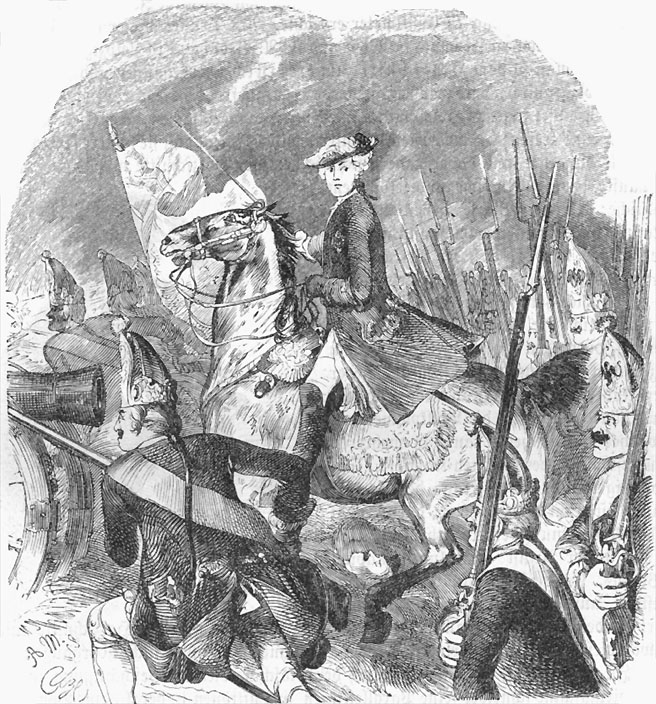
Frédéric II sur le champ de bataille.

- No 9 : Chant guerrier « Von edler Rache Zorn entbrannt » : les soldats prussiens célèbrent leur roi et leur patrie en chantant.
- No 10 : Chanson « Den Waffen Ruhm – dem Frieden gröss’re Ehre ! » : Un groupe de paysans est entré dans le camp. Il est mené par un vieil homme qui encourage les soldats à être victorieux, chacun ayant à effectuer son devoir au service de la patrie : les soldats doivent défendre leurs compatriotes des attaques ennemies tandis que les paysans doivent nourrir la population.
- No 11: Chanson des hussards « Rasch wie die Schwalbe schiesst und kreuzt » : Un hussard du général Zieten entonne l’hymne de sa compagnie.
- No 12: Finale : Saldorf arrive au camp pour vérifier que Frédéric II a réussi à s’échapper. Il est alors arrêté par les soldats qui le prennent pour un espion hongrois. Vielka et Thérèse prennent alors sa défense et indiquent que c’est grâce à lui que le roi a pu échapper à ses ennemis. Cette réponse met au comble la fureur des soldats prussiens qui répondent que Frédéric II a été capturé et qu’ils vont exécuter séance tenante Saldorf. Un coup de canon retentit soudain. Un hussard annonce alors que le roi a effectivement pu s’échapper et qu’il va mener le combat contre les troupes ennemies. Les soldats prussiens demandent alors pardon à Saldorf qui leur demande de rallier leur roi et de remporter la victoire. Tous jurent alors devant Dieu qu’ils seront vainqueurs ou qu’ils mourront sur le champ de bataille.

### ActeIII
Une salle du Palais de Sanssouci.
Au cours de la bataille remportée par les troupes prussiennes, Conrad a sauvé la vie de Frédéric II. Dans le même temps, le fils de Saldorf (qui est également le fiancé de Thérèse) a été accusé à tort d’être un déserteur et a été arrêté. Conrad est invité au palais de Frédéric II pour recevoir les remerciements personnels du roi. Le jeune homme, accompagné de Vielka, attend d’être reçu. Le jeune couple entend alors une douce mélodie interprétée à la flute. 

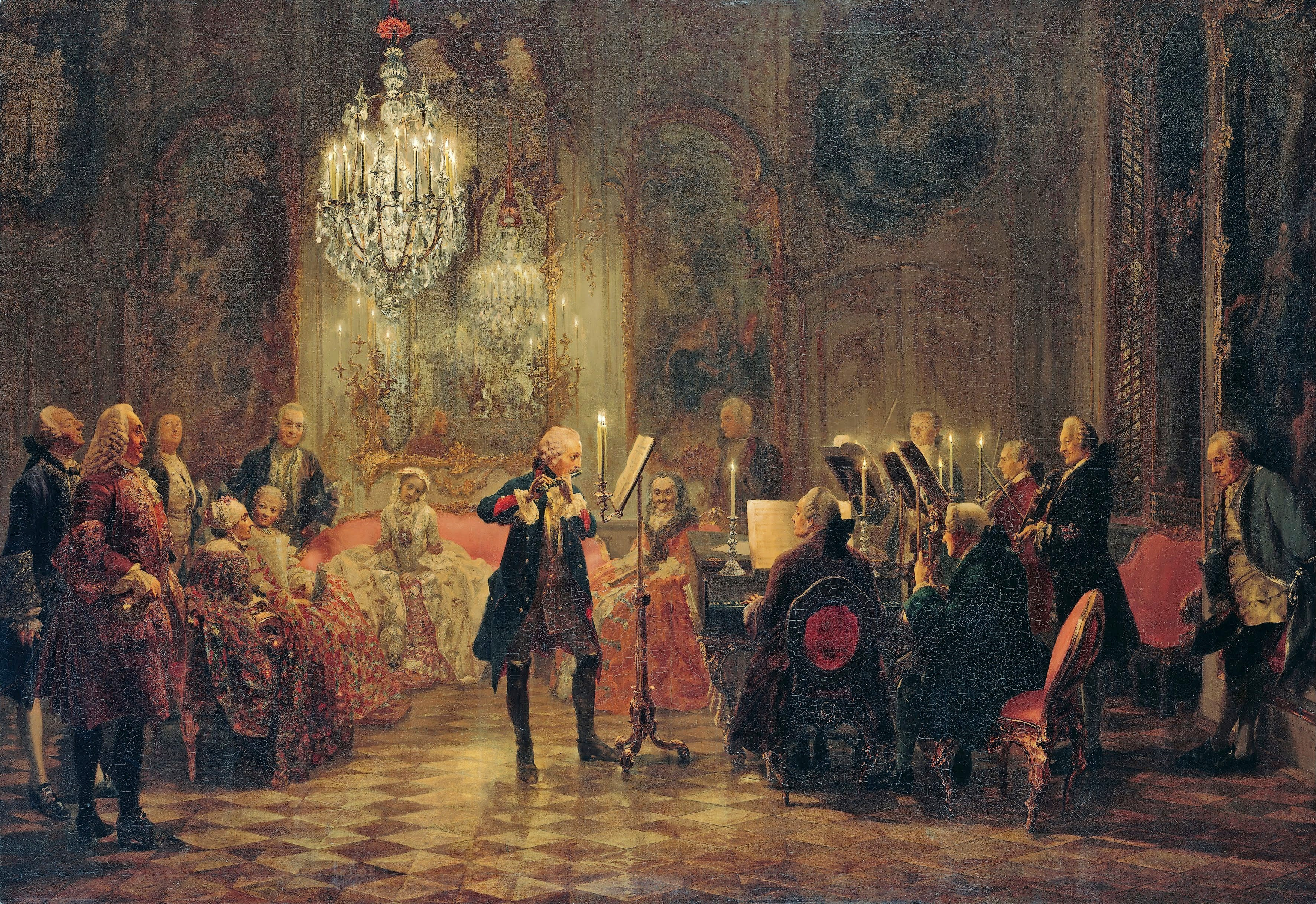
Le concert de flûte avec Fréderic le Grand à Sanssouci, par Adolph von Menzel.

- No 13: Duo et trio avec chœur « Glück bedeuten diese Töne » : Conrad, flutiste de son état, est particulièrement charmé par la mélodie qu’il entend. Vielka l’encourage alors à jouer à son tour cette même mélodie. Conrad est finalement introduit devant le roi qui lui promet de réaliser le vœu le plus cher du jeune homme pour le remercier de lui avoir sauvé la vie. Pendant ce temps, Saldorf apprend à Vielka que son fils vient d’être condamné à mort pour désertion.
- No 14: Trio « O welch ein Glück ! Ach, welch ein Glück » : Ne sachant que demander au roi, Conrad revient auprès de Vielka pour lui demander conseil. La bohémienne convainc alors le jeune homme de demander la grâce du fils de Saldorf. Après avoir un peu hésité, Conrad accepte.
- No 15: Finale : Frédéric II gracie donc le fils de Saldorf qui souhaite épouser Thérèse dès que son engagement dans l’armée prussienne aura pris fin. Conrad et Vielka décident également de se marier. Tous se réjouissent alors bruyamment. Un serviteur du roi leur demande alors de quitter le palais afin de ne pas troubler plus longtemps le repos de Frédéric II qui vient de s’endormir. Vielka a alors une vision des rêves que le roi est en train de faire. Chacun des rêves royaux donne lieu à des tableaux vivants, dansés et chantés. Le premier tableau représente Frédéric le Grand sur un cheval blanc lors d’une bataille.
- No 16: Chant accompagnant le deuxième tableau « Hold ist der Friedens », qui est une allégorie de la paix. Le troisième tableau se déroule dans l’ancien opéra royal où Frédéric le Grand écoute son maître de chapelle, Carl Heinrich Graun, interpréter l’air « Mi paventi » de son oratorio Der Tod Jesu.
- No 17: Chant accompagnant le quatrième tableau « Mir Gott, für König, Vaterland » où l’on voit des volontaires recevoir leurs armes devant l’hôtel de ville de Breslau avant de partir pour la guerre, en 1813.
- No 18: Chant accompagnant le cinquième tableau « Heil Dir im Siegerkranz » qui transporte les spectateurs à la porte de Brandebourg pour assister à l’installation du fameux quadrige et à l’illumination du monument.
- No 19: Chant accompagnant le dernier tableau « Wie auch die finstern Mächte kämpfend streiten » où les spectateurs voient la façade de l’ancien opéra royal incendié s’effacer devant celle du nouveau bâtiment, béni par Apollon et les muses, tandis qu’un chœur célèbre la puissance et la gloire de la Prusse triomphante.

## Genèse

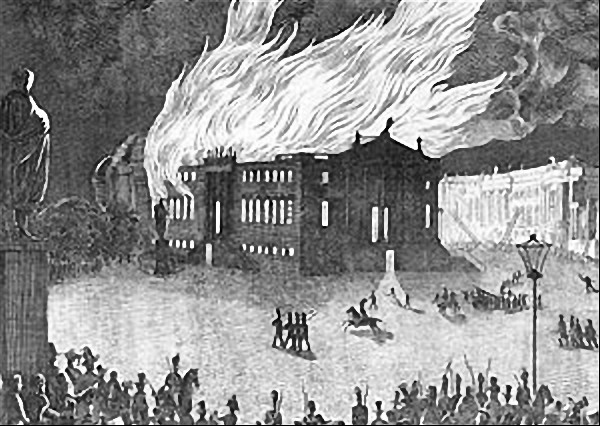
La destruction de l’Opéra royal de Berlin dans la nuit du 18 au 19 août 1843.

Dans la nuit du 18 au 19 août 1843, l’Opéra royal de Berlin est totalement détruit par un incendie. Deux jours après, le roi de Prusse Frédéric-Guillaume IV décide de le reconstruire. Il confie cette tâche à l’architecte Carl Ferdinand Langhans. Meyerbeer, qui est Generalmusikdirektor de l’établissement depuis 1842, se voit confier la composition d’un nouvel opéra pour l’inauguration du bâtiment.
À la fin du mois de septembre 1843, Meyerbeer retourne à Paris pour remplir une curieuse mission. Il est en effet convaincu de ne pas pouvoir trouver à Berlin un auteur qui pourra lui fournir un livret satisfaisant. Il est donc décidé à demander à Eugène Scribe, auteur des livrets de ses deux précédents opéras Robert le Diable et Les Huguenots, de lui écrire un texte pour l’occasion. Néanmoins, comme il est exclu qu’un Français puisse participer à l’élaboration d’une cérémonie officielle prussienne, Scribe doit jurer qu’il ne révélera jamais qu’il est le véritable auteur du livret.
Dans une lettre à Scribe datée du 12 novembre 1843, Meyerbeer indique le canevas du futur opéra, les contraintes à respecter (Frédéric II ne doit pas apparaître sur scène, tableaux vivants glorifiant la Prusse en guise de final) ainsi que les forces et les faiblesses de la troupe de l’opéra de Berlin. Les négociations ont lieu tout au long du mois de décembre et un contrat est finalement signé le 25 décembre 1843 pour la composition d’un opéra-comique intitulé (en français) Le Camp de Silésie.

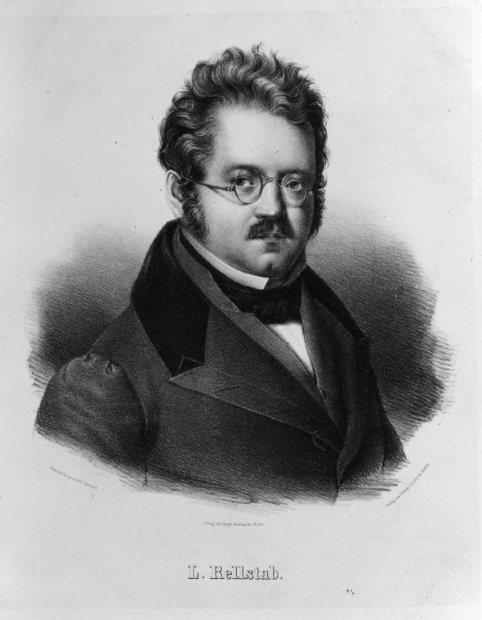
Ludwig Rellstab, traducteur en allemand du livret de l’opéra.

Meyerbeer retourne à Berlin au début du mois de janvier 1844 et élabore au cours du mois de mars un calendrier précis afin de pouvoir terminer l’œuvre à temps. Au cours des huit mois suivants, il travaille à la composition de l’opéra, en collaboration avec le poète et critique berlinois Ludwig Rellstab qui traduit en allemand le livret de Scribe. L’entente avec Rellstab n’est pas réellement cordiale, ce dernier étant l’auteur de critiques assassines sur Robert le Diable et Les Huguenots. Leur collaboration sur Ein Feldlager est censée sceller leur réconciliation, arrangée par Franz Liszt au début du mois de mars 1844.
Le 13 octobre 1844, Meyerbeer met un point final à la composition de l’opéra, juste à temps pour les répétitions qui débutent le lendemain.

## Création

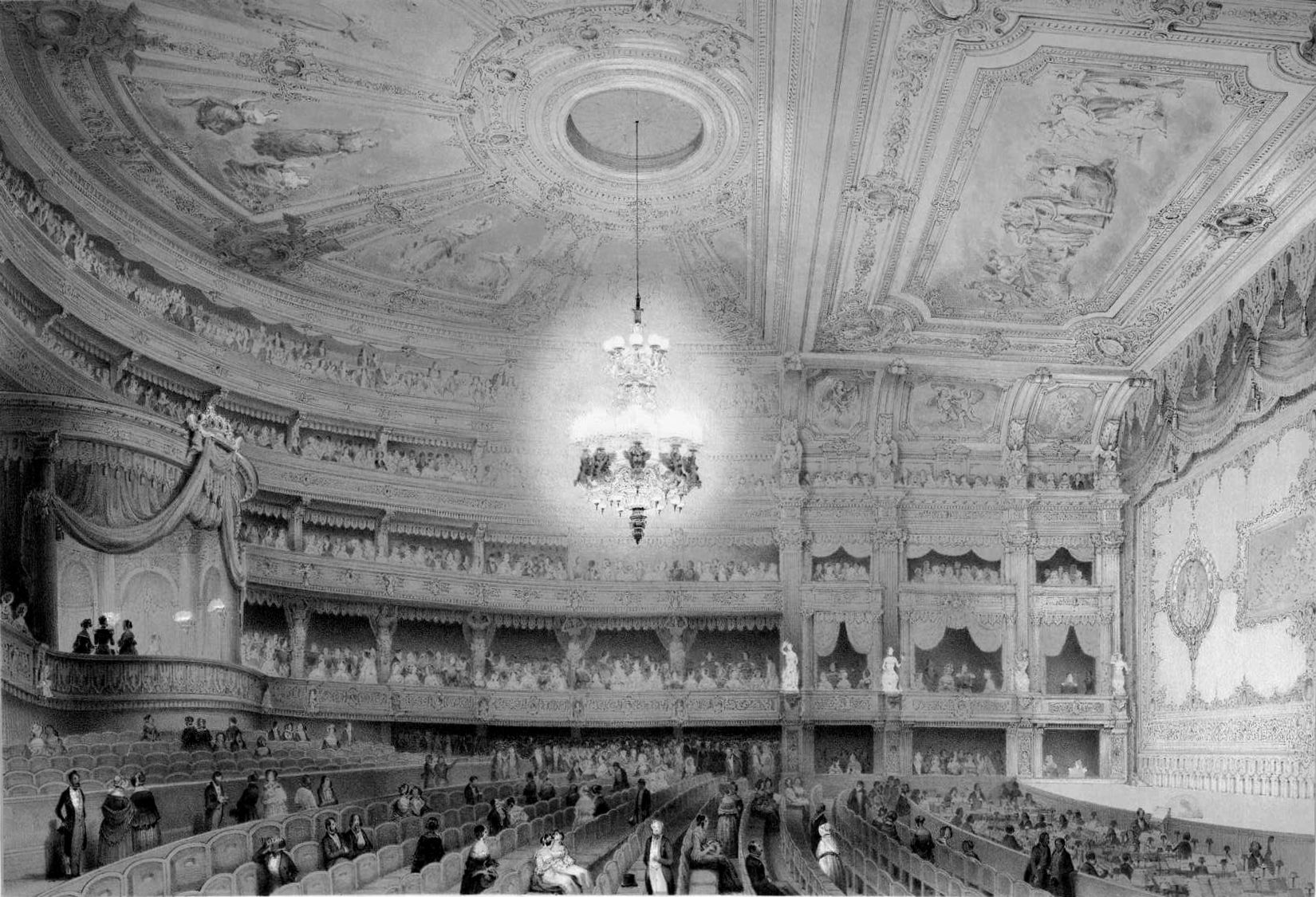
Salle de l’Opéra royal de Berlin en 1843.

Le compte-rendu de la première par Meyerbeer est particulièrement sec et laconique : « La première de mon opéra Ein Feldlager in Schlesien pour l’ouverture de la nouvelle salle eut lieu le 7 décembre 1844 : les trois premières représentations furent interprétées par Leopoldine Tuczek (de), qui a ensuite alterné avec Jenny Lind qui a chanté le rôle de Vielka six fois. Après son départ, Tuczek a encore interprété le rôle trois fois. »
Pour Meyerbeer, cet opéra était spécifiquement prussien. Il n’a jamais envisagé qu’il puisse être représenté ailleurs dans le monde et il a refusé que l’œuvre soit publiée. L’opéra est cependant resté relativement populaire à Berlin où il fut donné 67 fois jusqu’au 17 octobre 1894, notamment à l’occasion de manifestations patriotiques. Il n’a été représenté qu’une seule fois au XXe siècle, le 18 avril 1984, en version de concert.
N’ayant pas été publié, l’ouvrage a inspiré très peu d’arrangements et autres variations, contrairement à Robert le Diable ou Les Huguenots.  Les plus célèbres furent le Capriccio sur des thèmes du Feldlager in Schlesien pour violon de Henri Vieuxtemps (1846) ainsi que l’ouverture arrangée pour piano par Theodor Kullak, qui a également composé une fantaisie pour piano (1847).

## Interprètes de la création

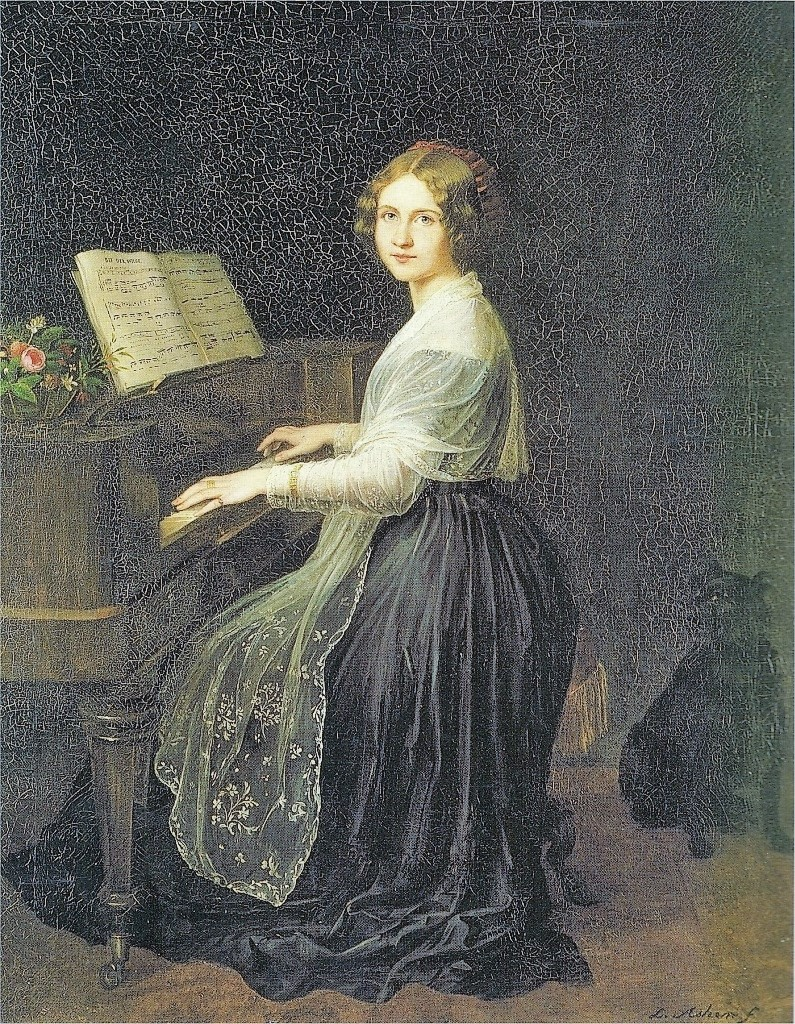
Jenny Lind en 1845. Le célèbre « rossignol suédois », pour qui Meyerbeer a composé le rôle de Vielka, n’interprètera la jeune bohémienne qu’à partir de la quatrième représentation.

| Rôle                                                  | Tessiture | Distribution de la création, 1844 (Chef d’orchestre : Giacomo Meyerbeer) |
| ----------------------------------------------------- | --------- | ------------------------------------------------------------------------ |
| Saldorf                                               | basse     | Karl Friedrich Bötticher                                                 |
| Therese                                               | soprano   | Pauline Marx                                                             |
| Vielka                                                | soprano   | Leopoldine Tuczek (de)                                                   |
| Conrad                                                | ténor     | Eduard Mantius (de)                                                      |
| Tronk                                                 | basse     | Heinrich Blume (de)                                                      |
| Un hussard de l'armée commandée par le général Zieten | basse     | Julius Pfister (sv)                                                      |
| Un grenadier                                          | basse     | August Zschiesche                                                        |
| Un artilleur                                          | ténor     | M. Krause                                                                |
| Steffen, un vieux fermier                             | ténor     | Carl Adam Bader (de)                                                     |

## Analyse
Selon R.I. Letellier, Meyerbeer a été quelque peu embarrassé avec cette commande, dans la mesure où il a toujours été méfiant avec les démonstrations du nationalisme prussien. Déjà en 1814, il avait eu beaucoup de difficultés à composer un opéra célébrant le retour à Berlin des armées prussiennes victorieuses de Napoléon. L’œuvre en question, Das Brandenburger Tor, avait été terminée si tardivement qu’elle n’avait pu être représentée à temps et elle devra attendre 1991 pour être finalement créée à l’occasion du bicentenaire de la naissance du compositeur. Lorsqu’on lui commandera un opéra historique sur la Maison de Hohenzollern en 1851 pour célébrer le 150e anniversaire de la monarchie prussienne (Adelheid von Italien), il n’hésitera pas à décliner cette offre (mais il est vrai qu’il n’est plus à cette date le directeur musical de l’Opéra royal).
En attendant et malgré ses réticences, Meyerbeer ne peut pas se dérober : il ne sait que trop qu’il ne doit son poste de Generalmusikdirektor qu’à la faveur royale, et que le moindre de ses faux-pas est guetté par ses nombreux adversaires, qui lui reprochent ses succès à Paris (la France étant considérée comme l’ennemie héréditaire de la Prusse) et ses origines juives.

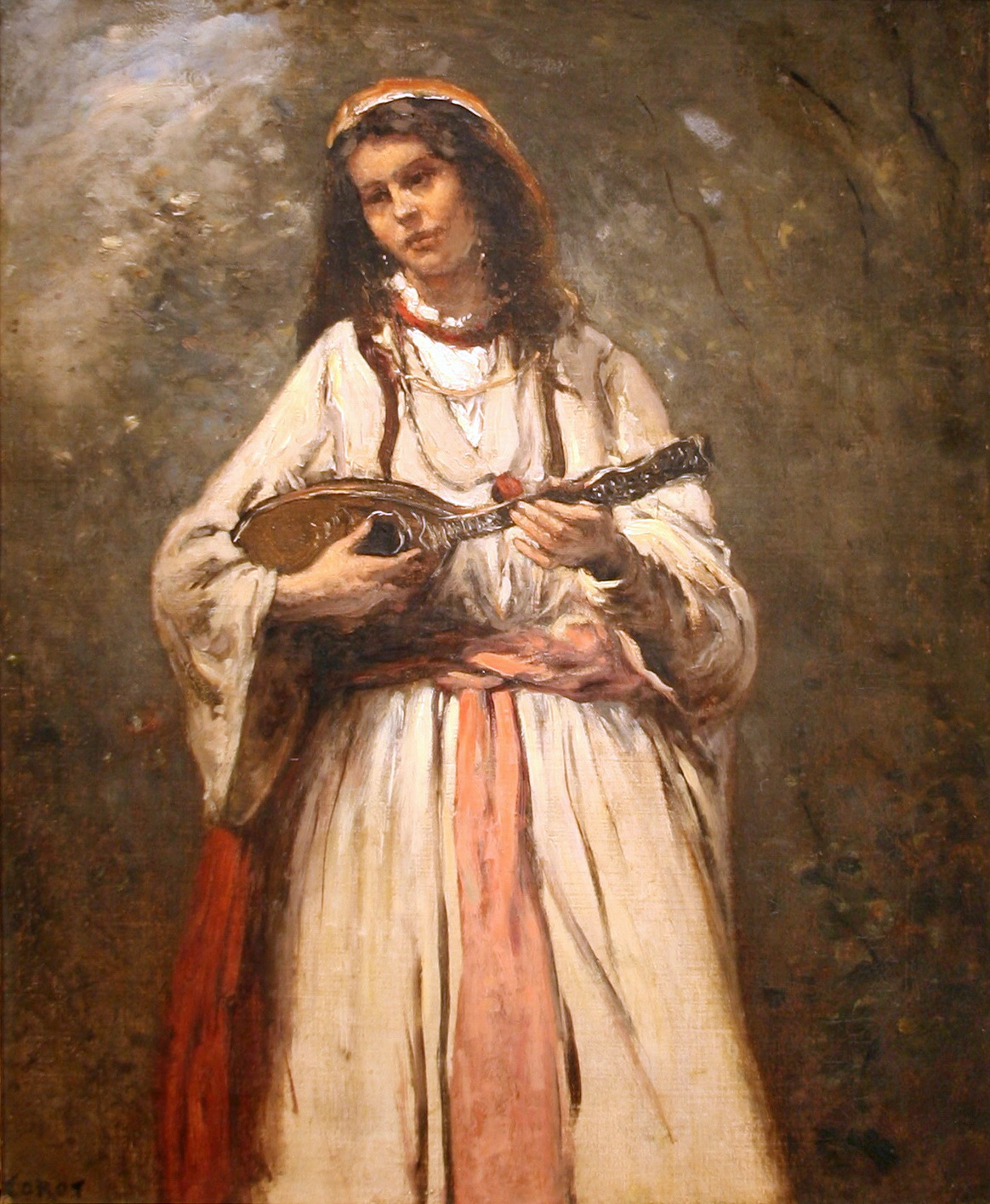
Gitane à la mandoline, par Jean-Baptiste Corot.

Si le livret est qualifié de « modeste » par R.I. Letellier, ce dernier note qu’il n’est cependant pas dénué de subtilité. L’histoire oppose en effet deux univers : le monde paysan de Saldorf d’un côté, mettant en avant les valeurs familiales, la bonté et le mariage et, de l’autre, les militaires qui sont présentés comme violents, imprévisibles, agressifs et destructeurs. L’armée exerce une menace tout au long de l’opéra sur l’univers pastoral et familial de Saldorf, qu’il s’agisse des forces ennemies, comme au premier acte, ou prussiennes (ce qui peut sembler étonnant dans un spectacle censé glorifier la Prusse et ses dirigeants), au cours des deux derniers actes. Si la confrontation entre ces deux mondes antagonistes se résout finalement de façon pacifique, c’est grâce à l’intervention d’un personnage qui se situe à la marge, la bohémienne Vielka. Par son esprit de sacrifice et ses pouvoirs surnaturels, elle va réussir à sauver successivement son village et le roi dans le premier acte, Saldorf dans le deuxième et toute sa famille adoptive dans le troisième.
R.I. Letellier insiste sur le fait que Meyerbeer n’a pu être que séduit par le rôle ambigu que joue l’armée prussienne dans le livret, de même qu’il a dû particulièrement aimer que le sauveur appartienne à une minorité (Vielka est non seulement une femme, mais aussi une bohémienne, une étrangère qui croit à des forces surnaturelles), lui-même ayant toujours eu à souffrir de ses origines juives. Finalement, le livret semble mettre au premier rang les valeurs de générosité et de sacrifice bien plus que celles de patriotisme et de nationalisme. J. Jackson rapporte d’ailleurs qu’une partie de la critique reprocha à la création de l’ouvrage que Frédéric II soit sauvé par une bohémienne plutôt que par des vrais Prussiens.
R.I. Letellier observe que cet affrontement entre ces deux mondes se traduit tout naturellement dans la musique de Meyerbeer. Les premier et troisième actes, qui sont centrés sur le monde campagnard et la famille de Saldorf, sont caractérisés par un style musical appartenant au singspiel et à l’opéra-comique. L’atmosphère est essentiellement douce et pacifique, la musique simple et directe. Le deuxième acte, qui se déroule dans le campement militaire prussien, fait appel à un style musical très différent : le grandiose des grands opéras à la française, avec chœurs éclatants et orchestration oppulente, est convoqué pour suggérer le bruit et la fureur du monde militaire en temps de guerre.  Le personnage de Vielka se distingue musicalement de tous les autres puisque c’est à lui que sont confiés les morceaux les plus raffinés et virtuoses, qui ne dépareraient pas dans un opera seria ou dans le Grand opéra.

## Epoque contemporaine
L'ouvrage a fait l'objet d'une exécution en concert à Berlin le 18 février 1984, d'une durée d'environ 1h30, et comportant d'importantes coupures (notamment les dialogues parlés). L’œuvre a également été donnée en version scénique au Theater Bonn (3 représentations effectives, les quatre premières ayant été annulées pour cause de COVID). Cette édition, qui comporte également quelques coupures (ouverture écourtée et partiellement déplacée, dialogues partiellement repris par un récitant, tableaux finals...) inclut un air alternatif pour Therese ainsi qu'un trio Tronk, Vielka, Conrad, coupé avant la première de 1844. Selon le musicologue Volker Tosta, auteur de l'édition critique de l'ouvrage, la version de Bonn correspond à une seconde version de la fin de l'acte III : celle d'origine comprenait 9 tableaux-vivants (Traumbilder), mais ces tableaux furent ultérieurement coupés n'ayant plus la même nécessité politique hors de la présence du souverain. La version de la reprise bonnoise dure 2h54.